# Gaetano Belloni
Gaetano Belloni (ur. 26 sierpnia 1892 w Pizzighettone; zm. 9 stycznia 1980 w Mediolanie) - były włoski kolarz szosowy, startujący wśród zawodowców w latach 1915–1932, zwycięzca Giro d’Italia.

## Najważniejsze zwycięstwa
- 1915 - Giro di Lombardia
- 1917 - Mediolan-San Remo
- 1918 - Mediolan-Turyn, Giro di Lombardia
- 1920 - Giro d’Italia, Mediolan-San Remo
- 1928 - Giro di Lombardia